# Склафани-Баньи
Склафани-Баньи (итал. Sclafani Bagni) — коммуна в Италии, располагается в регионе Сицилия, в провинции Палермо.
Население составляет 479 человек (2008 г.), плотность населения составляет 4 чел./км². Занимает площадь 133 км². Почтовый индекс — 90020. Телефонный код — 0921.
Покровителем коммуны почитается Христос-Спаситель (Ecce homo, иначе Се Человек), празднование 25 сентября. В коммуне особо празднуется Успение Пресвятой Богородицы.

## Демография
Динамика населения:

## Администрация коммуны
- Официальный сайт: http://www.comune.sclafani-bagni.pa.it/